# Ranjit Sethi
Ranjit Sethi (India, 1939) fue un diplomático indio, cuya actividad profesional se desarrolló entre los años 1963 y 1997.
- 1 de junio de 1963 entró al Indian Foreign Service.
- De 1964 a 1966 fue empleado en Hong Kong.
- De 1966 al 2 de julio de 1968 fue Cónsul General en Hanoi.[2]
- De 1969 a 1972 fue empleado en Bruselas.
- De 1972 a 1976 fue primer secretario de misión ante la Sede de la Organización de las Naciones Unidas en Nueva York.
- De 1976 a 1977 fue empleado en el Ministerio de Asuntos Exteriores (India).
- De 1978 a 1980 fue Ministro plenipotenciario en Pekín.
- De 1980 a 1983 fue secretario de enlace con Asia Oriental del Ministerio de Asuntos Exteriores (India).
- De 1983 a 1986 fue Alto Comisionado en Kuala Lumpur.
- De 1986 a 1989 fue Alto Comisionado en Harare.
- Del 14 de marzo de 1990 al 5 de noviembre de 1993 fue embajador en Abu Dabi.[3]
- De noviembre de 1993 al 09 de octubre de 1997 fue embajador en París.[4]